# Real Sociedad B
A Real Sociedad B, teljes nevén Real Sociedad de Fútbol B egy spanyol labdarúgócsapat. A klubot 1951-ben alapították, jelenleg a harmadosztályban szerepel.

## Statisztika
| Szezon  | Osztály | Poz. | Copa del Rey |
| ------- | ------- | ---- | ------------ |
| 1957/58 | 3ª      | 5.   |              |
| 1958/59 | 3ª      | 3.   |              |
| 1959/60 | 3ª      | 1.   |              |
| 1960/61 | 2ª      | 9.   |              |
| 1961/62 | 2ª      | 5.   |              |
| 1962/63 | 3ª      | 9.   |              |
| 1963/64 | 3ª      | 5.   |              |
| 1964/65 | 3ª      | 13.  |              |
| 1965/66 | 3ª      | 8.   |              |
| 1966/67 | 3ª      | 11.  |              |
| 1967/68 | 3ª      | 5.   |              |
| 1968/69 | 3ª      | 4.   |              |
| 1969/70 | 3ª      | 3.   |              |

| Szezon  | Osztály | Poz. | Copa del Rey |
| ------- | ------- | ---- | ------------ |
| 1970/71 | 3ª      | 8.   |              |
| 1971/72 | 3ª      | 6.   |              |
| 1972/73 | 3ª      | 8.   |              |
| 1973/74 | 3ª      | 10.  |              |
| 1974/75 | 3ª      | 6.   |              |
| 1975/76 | 3ª      | 7.   |              |
| 1976/77 | 3ª      | 12.  |              |
| 1977/78 | 3ª      | 3.   |              |
| 1978/79 | 3ª      | 3.   |              |
| 1979/80 | 3ª      | 1.   |              |
| 1980/81 | 2ªB     | 8.   |              |
| 1981/82 | 2ªB     | 11.  |              |
| 1982/83 | 2ªB     | 6.   |              |

| Szezon  | Osztály | Poz. | Copa del Rey |
| ------- | ------- | ---- | ------------ |
| 1983/84 | 2ªB     | 9.   |              |
| 1984/85 | 2ªB     | 17.  |              |
| 1985/86 | 2ªB     | 8.   |              |
| 1986/87 | 2ªB     | 15.  |              |
| 1987/88 | 2ªB     | 6.   |              |
| 1988/89 | 2ªB     | 3.   |              |
| 1989/90 | 2ªB     | 5.   |              |
| 1990/91 | 2ªB     | 4.   |              |
| 1991/92 | 2ªB     | 8.   |              |
| 1992/93 | 2ªB     | 9.   |              |
| 1993/94 | 2ªB     | 7.   |              |
| 1994/95 | 2ªB     | 10.  |              |
| 1995/96 | 2ªB     | 13.  |              |
| 1996/97 | 2ªB     | 17.  |              |
| 1997/98 | 3ª      | 3.   |              |

| Szezon  | Osztály | Poz. | Copa del Rey |
| ------- | ------- | ---- | ------------ |
| 1998/99 | 3ª      | 1.   |              |
| 1999/00 | 3ª      | 1.   |              |
| 2000/01 | 3ª      | 2.   |              |
| 2001/02 | 2ªB     | 17.  |              |
| 2002/03 | 3ª      | 2.   |              |
| 2003/04 | 2ªB     | 10.  |              |
| 2004/05 | 2ªB     | 5.   |              |
| 2005/06 | 2ªB     | 2.   |              |
| 2006/07 | 2ªB     | 7.   |              |
| 2007/08 | 2ªB     | 12.  |              |
| 2008/09 | 2ªB     | 18.  |              |
| 2009/10 | 3ª      | 1.   |              |
| 2010/11 | 2ªB     | 11.  |              |
| 2011/12 | 2ªB     | —    |              |

## Ismertebb játékosok
| - Juan Cuyami - Antoine Griezmann - Alberto Albístegui - Aitor Aldeondo - Bittor Alkiza - Mikel Alonso - Periko Alonso - Xabi Alonso - Ion Ansotegui - Mikel Aranburu - Luis Arconada - Pedro Artola - José Luis Astiazarán - José Mari Bakero - José Javier Barkero - Txiki Beguiristáin | - Vicente Biurrun - Genaro Celayeta - Javier de Pedro - Iñigo Díaz de Cerio - Juan Domínguez - José Ramón Eizmendi - Unai Emery - Joseba Etxeberria - Igor Gabilondo - Agustín Gajate - Javier Garrido - Mikel González - Alberto Górriz - Iñigo Idiakez - Andoni Imaz - Salva Iriarte | - Inaxio Kortabarria - Mikel Labaka - Juan Antonio Larrañaga - Gorka Larrea - Joseba Llorente - Aitor López Rekarte - Ibón Pérez - Xabier Prieto - Asier Riesgo - Mikel Roteta - Jesús María Satrústegui - Pedro Uralde - Jesús María Zamora - Iban Zubiaurre |

## Külső hivatkozások
- Hivatalos weboldal (spanyolul)
- Futbolme (spanyolul)